# Benjamin McEachran
Benjamin McEachran (ur. 24 listopada 1980) − australijski bokser, brązowy medalista igrzysk Wspólnoty Narodów w 2002 oraz 2006, dwukrotny mistrz Oceanii w kategorii półciężkiej.

## Kariera amatorska
W 2002 i w 2006 reprezentował Australię na igrzyskach Wspólnoty Narodów, rywalizując w kategorii półciężkiej. W 2002 rywalizację rozpoczął od zwycięstwa nad reprezentantem Anglii Jamesem Whitfieldem, pokonując go wyraźnie na punkty (27:18). W swojej drugiej, półfinałowej walce przegrał przed czasem w drugiej rundzie z Ugandyjczykiem Josephem Lubegą, zdobywając brązowy medal w kategorii półciężkiej. W 2006 ponownie uczestniczył na igrzyskach Wspólnoty Narodów. Rywalizację w kategorii półciężkiej rozpoczął od zwycięstwa nad Jamajczykiem Omarem Gavinem, którego pokonał przed czasem w pierwszej rundzie. W kolejnym pojedynku pokonał na punkty (33:15) reprezentanta Kanady Glenna Huntera, awansując do półfinału. Półfinałowy pojedynek przegrał z Kennethem Andersonem, z którym przegrał przed czasem w drugiej rundzie. McEachran zdobył brązowy medal w kategorii półciężkiej.
W 2003 i 2005 był uczestnikiem mistrzostw świata. Udziały na mistrzostwach świata kończył na drugich pojedynkach. W 2003 drugą walkę przegrał na punkty (16:28) z Aleksym Kuziemskim a w 2005 w swojej drugiej walce przegrał z Anarem Mirzoyevem.
Pięciokrotnie zdobywał medale na mistrzostwach Oceanii.